# Белобородов, Алексей Яковлевич
Алексей Яковлевич Белобородов (26 мая [7 июня] 1887, Тарутино, Калужская губерния — 18 октября 1951, Москва) — русский и советский скульптор.

## Биография
Алексей Белобородов родился 26 мая (7 июня) 1887 года в селе Тарутино Калужской губернии. В 1904—1908 годах занимался на вечерних курсах при Строгановском училище. С 1932 года принимал участие в художественных выставках.
Занимался скульптурным оформлением различных сооружений. Среди его работ: бра для Большого Каменного моста в Москве (1937), капители и барельефы для Казанского театра оперы и балета (1947), капители и барельефы для Дворца культуры и науки в Варшаве (1950—1951). В 1940 году выполнил скульптуру «Парашютистка» для Центрального клуба лётчиков (ныне здание гостиницы «Советская»). Он также автор гипсовых скульптур «Артиллерист», «Студентка» (1939), «Пионерка-скрипачка» (1940), «Кролики» (1929—1932) «Шахтёр» (1929—1932) и других.
Умер в Москве 18 октября 1951 года. Похоронен на Ваганьковском кладбище.